# ビョーン・エイリク・オルセン
ビョーン・エイリク・オルセン（Bjørn Eirik Olsen、1955年 - ）は、ノルウェーの水産学者、経営学者、元駐日ノルウェー大使館員。日本にノルウェーサーモンを普及させた。「サーモン寿司の発明者」とも言われる。

## 経歴

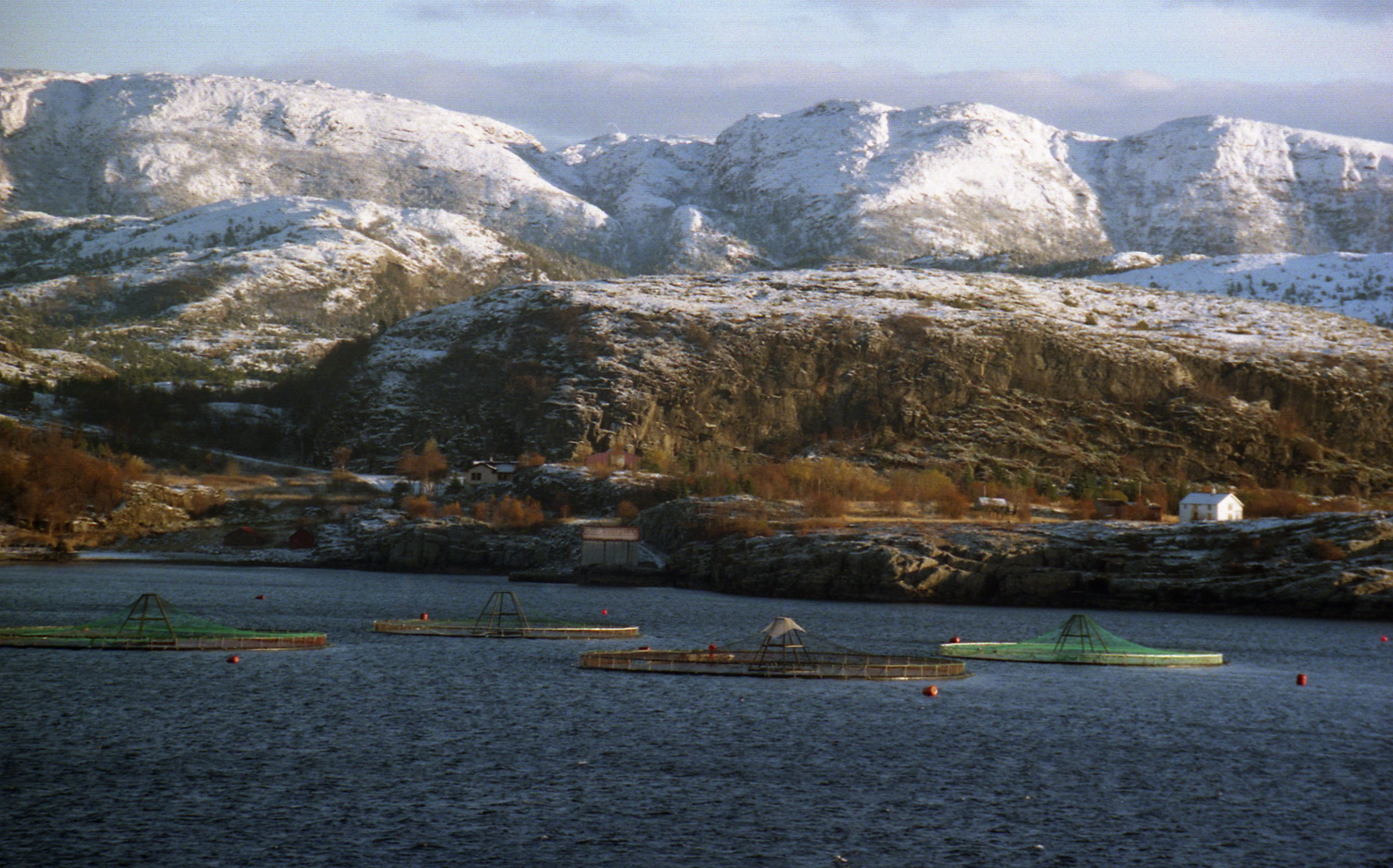
ノルウェーの鮭（サーモン）養殖場

ハンメルフェスト出身。トロムソ大学水産大学部門、オスロ大学政治学部、ノルウェー経済大学戦略経営学部で学ぶ。
1980年前後、ロンドン・福岡・大阪に居住、1982年から1984年、大阪で養殖の研究に従事。
1986年から1990年、ノルウェー政府の水産輸出事業「プロジェクト・ジャパン」のメンバーとして活動。1991年から1994年、東京の駐日ノルウェー大使館に水産参事官として勤務。日本に「サーモン寿司」を普及させる（後述）。
以降、スペアバンク1・ノード・ノルゴ・カルチャー・ビジネス・デベロップメント財団ジェネラルディレクター、トロムソ大学教員、トロムソ国際映画祭審査員などを歴任。合気道の有段者（2016年に七段）でもあり、ノルウェー合気道連盟主席師範も務めている。

## サーモン寿司

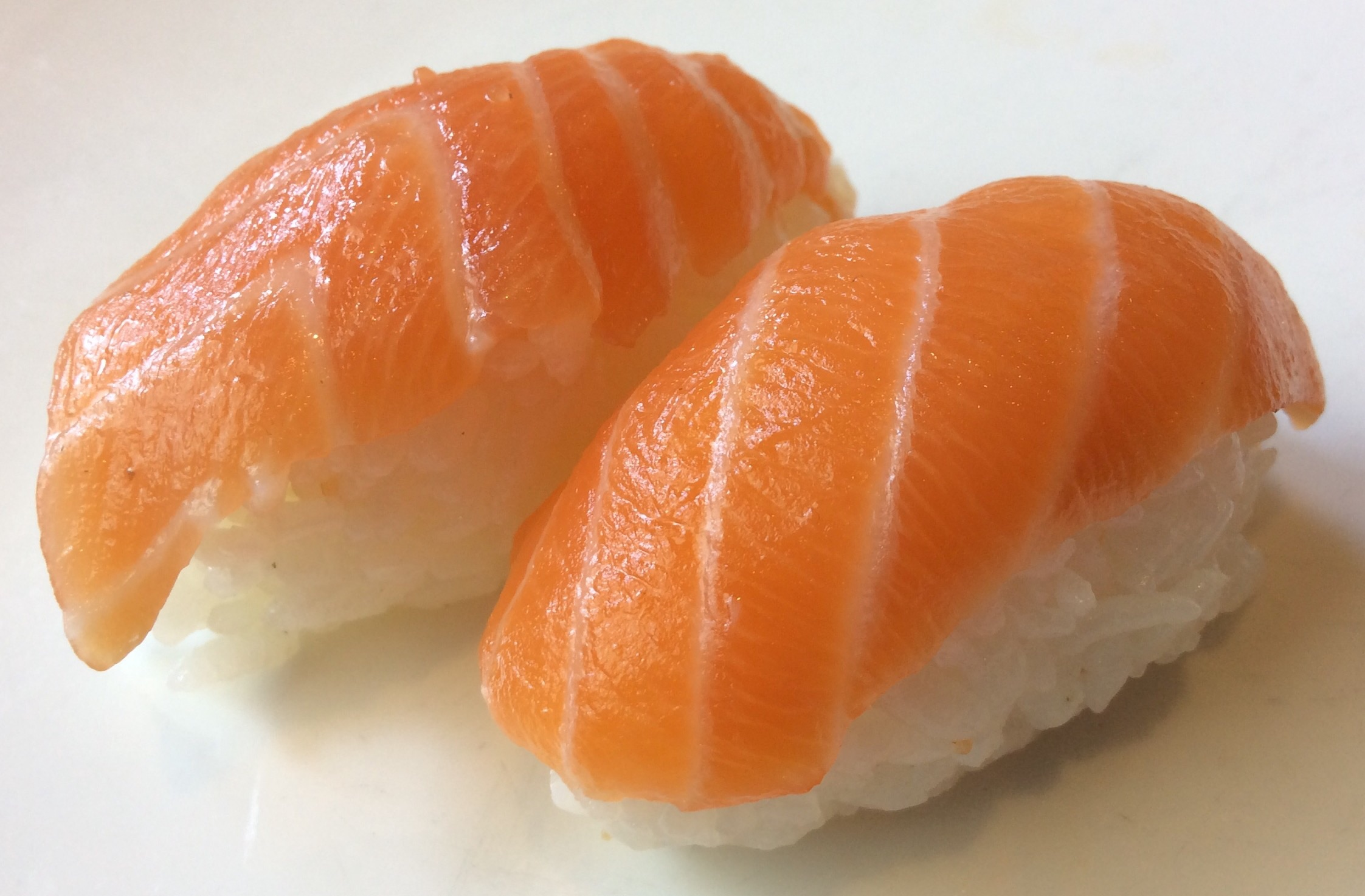
サーモン寿司

1986年、ノルウェー政府は、水産品の対日輸出事業「プロジェクト・ジャパン」を開始した。これは、当時ノルウェーで水産品の供給過剰が社会問題になっており、その解決策として水産品需要の高い日本への輸出を強化する、というプロジェクトだった。オルセンは、専攻分野や日本語能力を買われてプロジェクトに呼ばれ、ノルウェー産サーモンを日本に売り込むことになった。
オルセンは、日本産との競合を避けつつ、ノルウェー産独自の販路を確立するため、焼きサケ用でなく寿司用・刺し身用の生サケとして売り込むことにした。当時日本では、生サケは一般的でなく、寄生虫（アニサキス）のため食べられないという固定観念もあった。その中でオルセンは、ノルウェー産は寄生虫がいないのが売りだがイメージ戦略のため「寄生虫」にあまり言及しないこと、日本産との差別化を図るため「サケ」でなく「サーモン」と呼ぶこと、といったマーケティング戦略をし、商談を重ねた。
最終的に、1991年にニチレイと商談成立したことや、バブル崩壊後の低価格回転寿司ブームに乗じたことが要因となり、1995年、サーモン寿司はすでに一般的になっていた。21世紀現在では、日本だけでなく世界中で定番の寿司ネタになっている。
2015年、オルセンは大日本水産会に「サーモン寿司30周年に際してのご挨拶」を送った。2019年放映のテレビ番組『この差って何ですか?』などで、オルセンの功績が紹介されている。